# Tetragnatha squamata
Tetragnatha squamata är en spindelart som beskrevs av Karsch 1879. Tetragnatha squamata ingår i släktet sträckkäkspindlar, och familjen käkspindlar. Inga underarter finns listade i Catalogue of Life.